# Kenia op de Olympische Zomerspelen 2004
Kenia nam deel aan de Olympische Zomerspelen 2004 in Athene, Griekenland. Met één gouden medaille en zeven in totaal, werd getalsmatig de slechtste prestatie neergezet sinds 1984.

## Medailleoverzicht
| Sport    | Olympiër            | Discipline             | Medaille |
| -------- | ------------------- | ---------------------- | -------- |
| Atletiek | Ezekiel Kemboi      | 3000m steeplechase (m) | Goud     |
| Atletiek | Bernard Lagat       | 1500m (m)              | Zilver   |
| Atletiek | Brimin Kipruto      | 3000m steeplechase (m) | Zilver   |
| Atletiek | Isabella Ochichi    | 5000m (v)              | Zilver   |
| Atletiek | Catherine Ndereba   | marathon (v)           | Zilver   |
| Atletiek | Eliud Kipchoge      | 5000m (m)              | Brons    |
| Atletiek | Paul Kipsiele Koech | 3000m steeplechase (m) | Brons    |

## Deelnemers en resultaten

### Atletiek
| Olympiër             | Onderdeel              | Resultaat | Prestatie                                                                       |
| -------------------- | ---------------------- | --------- | ------------------------------------------------------------------------------- |
| Victor Kibet         | 400m (m)               | DNF       | serie 7: niet gefinisht                                                         |
| Vincent Mumo Kiilu   | 400m (m)               | 38e       | serie 2: 5de in 46,31                                                           |
| Ezra Sambu           | 400m (m)               | 18e       | serie 8: 2de in 45,59 halve finale 1: 7de in 45,84                              |
| Wilfred Bungei       | 800m (m)               | 5e        | serie 4: 1ste in 1.44,84 halve finale 2: 1ste in 1.44,28 finale: 5de in 1.45,31 |
| Joseph Mutua         | 800m (m)               | 10e       | serie 2: 1ste in 1.45,65 halve finale 3: 3de in 1.45,54                         |
| Michael Rotich       | 800m (m)               | 30e       | serie 1: 5de in 1.46,42                                                         |
| Timothy Kiptanui     | 1500m (m)              | 4e        | serie 3: 2de in 3.37,71 halve finale 2: 3de in 3.41,04 finale: 4de in 3.35,61   |
| Bernard Lagat        | 1500m (m)              | Zilver    | serie 2: 2de in 3.39,80 halve finale 1: 2de in 3.35,84 finale: 2de in 3.34,30   |
| Isaac Kiprono Songok | 1500m (m)              | 12e       | serie 1: 5de in 3.38,89 halve finale 1: 7de in 3.37,10 finale: 12de in 3.41,72  |
| Abraham Chebii       | 5000m (m)              | DNF       | serie 1: 5de in 13.22,30 finale: niet gefinisht                                 |
| John Kibowen         | 5000m (m)              | 6e        | serie 2: 4de in 13.19,65 finale: 6de in 13.18,24                                |
| Eliud Kipchoge       | 5000m (m)              | Brons     | serie 2: 2de in 13.19,01 finale: 3de in 13.15,10                                |
| Charles Kamathi      | 10000m (m)             | 13e       | 28.17,08                                                                        |
| John Cheruiyot Korir | 10000m (m)             | 6e        | 27.41,91                                                                        |
| Moses Mosop          | 10000m (m)             | 7e        | 27.46,61                                                                        |
| Ezekiel Kemboi       | 3000m steeplechase (m) | Goud      | serie 1: 2de in 8.18,20 finale: 1ste in 8.05,81                                 |
| Brimin Kipruto       | 3000m steeplechase (m) | Zilver    | serie 2: 1ste in 8.15,11 finale: 2de in 8.06,11                                 |
| Paul Kipsiele Koech  | 3000m steeplechase (m) | Brons     | serie 3: 3de in 8.24,68 finale: 3de in 8.06,64                                  |
| Paul Tergat          | marathon (m)           | 10e       | 2:14.45                                                                         |
| John Cheruiyot Korir | marathon (m)           | 7e        | 2:13.30                                                                         |
|                      |                        |           |                                                                                 |
| Faith Macharia       | 800m (v)               | 34e       | serie 4: 6de in 2.06,31                                                         |
| Nancy Langat         | 1500m (v)              | 15e       | serie 3: 4de in 4.06,94 halve finale 1: 7de in 4.07,57                          |
| Edith Masai          | 5000m (v)              | DNF       | serie 1: 5de in 15.01,92 finale: niet gefinisht                                 |
| Isabella Ochichi     | 5000m (v)              | Zilver    | serie 2: 4de in 14.55,69 finale: 2de in 14.48,19                                |
| Jane Wanjiku         | 5000m (v)              | 16e       | serie 2: 9de in 15.14,57                                                        |
| Sally Barsosio       | 10000m (v)             | 17e       | 32.14,00                                                                        |
| Alice Timbilil       | 10000m (v)             | 16e       | 32.12,57                                                                        |
| Lucy Wangui          | 10000m (v)             | 9e        | 31.05,90                                                                        |
| Alice Chelangat      | marathon (v)           | 11e       | 2:33.52                                                                         |
| Catherine Ndereba    | marathon (v)           | Zilver    | 2:26.32                                                                         |
| Margaret Okayo       | marathon (v)           | DNF       | niet gefinisht                                                                  |

### Roeien
| Olympiër         | Onderdeel | Resultaat | Prestatie |
| ---------------- | --------- | --------- | --- |
| Ibrahim Githaiga | skiff (m) | 29e       | serie 6: 4de in 8.13,33 herkansingen: 4de in 7.25,58 halve finale D/E: 6de in 7.40,78 finale: 5de in 7.29,02 |

### Volleybal
| Olympiër | Onderdeel | Resultaat | Prestatie |
| --- | --------- | --------- | --- |
| Philister Jebet Abigael Tarus Nancy Nyongesa Catherine Wanjiru Janet Wanja Dorcas Nakhomicha Roselidah Obunaga Leonidas Kamende Violet Barasa Gladys Nasikanda Mercy Wesutila Judith Serenge | zaal (v)  | 11e       | groep A: 6de V van Griekenland: 0-3 (7-25, 22-25, 14-25) V van Brazilië: 0-3 (16-25, 27-29, 12-25) V van Zuid-Korea: 0-3 (16-25, 20-25, 19-25) V van Italië: 0-3 (17-25, 13-25, 14-25) V van Japan: 0-3 (8-25, 17-25, 14-25) |

| Groep A |             |             |             |             |             |             |             |        |        |        |        |
| #       | Land        | Wedstrijden | Wedstrijden | Wedstrijden | Wedstrijden | Wedstrijden | Wedstrijden | Punten | Punten | Punten | Punten |
| #       | Land        | G           | W           | V           | SW          | SV          | SR          | SPW    | SPL    | Saldo  | Punten |
| 1       | Brazilië    | 5           | 5           | 0           | 15          | 2           | +13         | 410    | 326    | +84    | 10     |
| 2       | Italië      | 5           | 4           | 1           | 14          | 3           | +11         | 392    | 305    | +87    | 9      |
| 3       | Zuid-Korea  | 5           | 3           | 2           | 9           | 7           | +2          | 355    | 352    | +3     | 8      |
| 4       | Japan       | 5           | 2           | 3           | 6           | 10          | -4          | 346    | 343    | +3     | 7      |
| 5       | Griekenland | 5           | 1           | 4           | 5           | 12          | -7          | 349    | 383    | -34    | 6      |
| 6       | Kenia       | 5           | 0           | 5           | 0           | 15          | -15         | 236    | 379    | -143   | 5      |

| Ronde       | Datum  | Plaats      | Land | Score    | Land |
| ----------- | ------ | ----------- | ---- | -------- | ---- |
| Groepsfase  |        |             |      |          |      |
| 14 augustus | Athene | Griekenland | 3-0  | Kenia    |      |
| 16 augustus | Athene | Kenia       | 0-3  | Brazilië |      |
| 14 augustus | Athene | Zuid-Korea  | 3-0  | Kenia    |      |
| 16 augustus | Athene | Kenia       | 0-3  | Italië   |      |
| 14 augustus | Athene | Japan       | 3-0  | Kenia    |      |

### Zwemmen
| Olympiër  | Onderdeel           | Resultaat | Prestatie               |
| --------- | ------------------- | --------- | ----------------------- |
| Amar Shah | 100m schoolslag (m) | 58e       | serie 1: 3de in 1.10,17 |
|           |                     |           |                         |
| Eva Donde | 50m vrije slag (v)  | 57e       | serie 3: 3de in 29,47   |

Afghanistan · Albanië · Algerije · Amerikaanse Maagdeneilanden · Amerikaans-Samoa · Andorra · Angola · Antigua en Barbuda · Argentinië · Armenië · Aruba · Australië · Azerbeidzjan · Bahama's · Bahrein · Bangladesh · Barbados · België · Belize · Benin · Bermuda · Bhutan · Bolivia · Bosnië en Herzegovina · Botswana · Brazilië · Britse Maagdeneilanden · Brunei · Bulgarije · Burkina Faso · Burundi · Cambodja · Canada · Centraal-Afrikaanse Republiek · Chili · China · Chinees Taipei · Colombia · Comoren · Congo-Brazzaville · Congo-Kinshasa · Cookeilanden · Costa Rica · Cuba · Cyprus · Denemarken · Djibouti · Dominica · Dominicaanse Republiek · Duitsland · Ecuador · Egypte · El Salvador · Equatoriaal-Guinea · Eritrea · Estland · Ethiopië · Fiji · Filipijnen · Finland · Frankrijk · Gabon · Gambia · Georgië · Ghana · Grenada · Griekenland · Groot-Brittannië · Guam · Guatemala · Guinee · Guinee‑Bissau · Guyana · Haïti · Honduras · Hongarije · Hongkong · Ierland · IJsland · India · Indonesië · Irak · Iran · Israël · Italië · Ivoorkust · Jamaica · Japan · Jemen · Jordanië · Kaaimaneilanden · Kaapverdië · Kameroen · Kazachstan · Kenia · Kirgizië · Kiribati · Koeweit · Kroatië · Laos · Lesotho · Letland · Libanon · Liberia · Libië · Liechtenstein · Litouwen · Luxemburg · Macedonië · Madagaskar · Malawi · Malediven · Maleisië · Mali · Malta · Marokko · Mauritanië · Mauritius · Mexico · Micronesië · Moldavië · Monaco · Mongolië · Mozambique · Myanmar · Namibië · Nauru · Nederland · Nederlandse Antillen · Nepal · Nicaragua · Nieuw-Zeeland · Niger · Nigeria · Noord-Korea · Noorwegen · Oeganda · Oekraïne · Oezbekistan · Oman · Oostenrijk · Oost‑Timor · Pakistan · Palau · Palestina · Panama · Papoea-Nieuw-Guinea · Paraguay · Peru · Polen · Portugal · Puerto Rico · Qatar · Roemenië · Rusland · Rwanda · Saint Kitts en Nevis · Saint Lucia · Saint Vincent en Grenadines · Salomonseilanden · Samoa · San Marino · Sao Tomé en Principe · Saoedi-Arabië · Senegal · Servië en Montenegro · Seychellen · Sierra Leone · Singapore · Slovenië · Slowakije · Soedan · Somalië · Spanje · Sri Lanka · Suriname · Swaziland · Syrië · Tadzjikistan · Tanzania · Thailand · Togo · Tonga · Trinidad en Tobago · Tsjaad · Tsjechië · Tunesië · Turkije · Turkmenistan · Uruguay · Vanuatu · Venezuela · Verenigde Arabische Emiraten · Verenigde Staten · Vietnam · Wit-Rusland · Zambia · Zimbabwe · Zuid-Afrika · Zuid-Korea · Zweden · Zwitserland